# Tabanus kingi
Tabanus kingi är en tvåvingeart som beskrevs av Austen 1911. Tabanus kingi ingår i släktet Tabanus och familjen bromsar. Inga underarter finns listade i Catalogue of Life.